# Conde de Caparica
O título de Conde de Caparica foi criado por carta de 10 de Maio de 1793 da rainha D. Maria I de Portugal a favor de D. Francisco Xavier de Menezes da Silveira e Castro, 1.º marquês de Valada.

## Titulares
- D. Francisco Xavier de Menezes da Silveira e Castro, 1.º marquês de Valada
- D. Francisco Xavier de Menezes Bragança Tavora da Silveira e Castro de Oliveira Miranda, 2.º conde de Caparica (de acordo com a compilação "Resenha das famílias titulares do reino de Portugal" (1838), o 2.º Conde de Caparica foi D. José de Meneses da Silveira e Castro[1])
- D. José de Melo da Cunha de Mendonça e Menezes, 3.º marquês de Olhão
- D. Pedro José de Mello da Cunha de Mendonça e Menezes, 4.º marquês de Olhão, 3º marquês de Valada
- D. Frederico José da Cunha de Mendonça e Menezes, 4.º marquês de Valada